# Лю Ань
Лю Ань (кит. упр. 刘安, пиньинь Liu An; род. сентябрь 1996 года, Китай) — китайский конькобежец. Специализируется на дистанции 500, 1000 и 1500 метров.
В 2012 году принимал участие в зимних юношеских Олимпийских играх по конькобежному спорту в дистанции 1500 метров завоевал серебряную медаль, в дистанции 500 метров — золотую.
В 2017 году на Чемпионате мира по конькобежному спорту в спринтерском многоборье занял 20-е место.

## Личные рекорды
| Дистанция | Дата             | Арена   | Время   |
| --------- | ---------------- | ------- | ------- |
| 500 м     | 25 февраля 2017  | Калгари | 34,98   |
| 1000 м    | 26 февраля 2017  | Калгари | 1.08,71 |
| 1500 м    | 23 сентября 2016 | Калгари | 1.50,96 |
| 3000 м    | 10 января 2014   | Харбин  | 4.39,69 |
| 5000 м    | 10 октября 2011  | Чанчунь | 7.36.02 |